# سیاست‌نامه
سیاست‌نامه یا سیَرالملوک، کتابی است به زبان فارسی در آیین فرمان‌روایی و کشورداری و اخلاق و سیاستِ پادشاهان پیشین، نوشتهٔ خواجه نظام‌الملک توسی. این کتاب از آثار مهم نثر فارسی در سده پنجم هجری است. سبک نگارش کتاب ساده و روشن و خالی از خودآرایی و تکلف است چرا که این کتاب در اصل به دستور ملکشاه سلجوقی برای دو فرزند ملکشاه یعنی سنجر و تاپار نوشته شده و دلیل اصلی این روانی و کمبود تکلف در آن را می‌توان این دانست و از شاه‌کارهای زبان فارسی به‌شمار می‌آید. درون‌مایه این کتاب به فره ایزدی، سیاست‌مداری و محافظه‌کاری به عنوان راه‌کار و تدبیر امور باور دارد.
نظام‌الملک نگارش کتاب را به فرمان ملکشاه سلجوقی آغاز کرد. (هیوبرت دارک ـ مصحح سیاست‌نامه ـ در مقدمه‌اش بر این کتاب (ص ۲۴–۲۵)، سال نگارش نیمه اول آن را ۴۷۹ هجری و سال نگارش نیمه دوم آن را ۴۸۵ هجری دانسته است). قطعه‌های گوناگون کتاب که از منابع مختلف گردآوری شده، شامل اندرزهای نویسنده، منقولات از قرآن و احادیث و گفته‌های مشاهیر، حکایت‌هایی در بارهٔ شاهان و وزیران و امیران است، و برخی حکایت‌های بلند آن دارای مکررات و حشو و زوائد است.
سیاست‌نامه در سال ۱۸۹۱ به همت شارل شفر به زبان فرانسه ترجمه و در پاریس منتشر شد.

## اصالت کتاب
اصالت نسبت این کتاب به «خواجه نظام‌الملک طوسی نظام» بارها مورد بحث قرار گرفته است. چون اشتباهات تاریخی و غلط‌های نحوی و سهوهای انشائی از آن وزیر بزرگ بعید می‌نماید. گفته شده است که احتمالاً فردی دیگر در نوشتن آن دست داشته است و شاید این شخص همان کتابدار سلطنتی باشد که در خاتمهٔ کتاب نامش محمد ناسخ آمده است؛ و در نسخه ای دیگر نام او مغربی یاد شده است.

## تاریخ نوشتن کتاب
اشارات درباره‌ی تاریخ نوشتن سیاست نامه یا همان سیرالملوک مختلف و با هم مخالف‌اند و به جز تاریخ‌های زیر مدرکی در دست نیست:
وفات آلب ارسلان و بر تخت نشستن ملک شاه (۴۶۵ ه‍)
سفر اول ملک شاه به سمرقند (۴۷۱ ه‍)
تاریخ نوشتن کتاب مطابق گفتهٔ خلیفه (۴۶۹ ه‍)
سفر دوم ملک شاه به سمرقند (۴۸۱–۴۸۲ ه‍)
گرفتن حسن صبّاح (۴۸۳ ه‍)
وفات خواجه نظام الملک (۴۸۵ ه‍)
- در نسخه‌های مختلف سال‌های ۴۷۹ ه‍ و ۴۸۴ ه‍ هم ذکر شده است.

## طبقه‌بندی انشا و نگارش متن
این کتاب گل‌چینی از قطعات گوناگون، کوتاه و بلند است که از منابع مختلف جمع‌آوری شده است. چنان‌که نگارنده در خاتمه می‌گوید: «این کتاب هم پند است و هم حکمت و هم مثل و هم تفسیر قرآن و هم اخبار حضرت محمد (ص) و هم قصص انبیاء و هم سیَر اولیاء و هم حکایت پادشاهان عادل.»
نثر کتاب و سبک نوشتاری کتاب با توجه به زمان نگارش آن که قرن پنجم هجری بوده است را می‌توان نثر مرسل دانست.
مفاد این کتاب در بخش‌های زیر دسته‌بندی می‌گردند:
- ۱. پند و اندرز: همهٔ فصول کتاب به جز چند تا از آنها با عبارتی پندآمیز آغاز می‌شود که راجع به بخشی از امور مملکت‌داری است. البته فصول ۱ و ۲ به پیروی از شیوهٔ رایج بیشتر به وعظ دینی می‌پردازد، ولی چنان‌که گفته شد، باقی فصول جنبهٔ عملی‌تر دارند.

1. نقل‌هایی از قرآن مجید، احادیث پیامبر و یاران او، گفتهٔ مشاهیر و بزرگان: قول‌ها و احادیث آورده شده عموماً از دو سه سطر بیشتر تجاوز نمی‌کند؛ و مصنفان کتب اخلاق عربی و فارسی آنها را در آثار خود نقل می‌کردند. به عنوان مثال از این دست احادیث در کتاب نصیحت الملوک تألیف  غزالی عیناً وجود دارد.
2. حکایات کوتاه: مشتمل است بر تعدادی از حکایات که از یک صفحه تجاوز نمی‌کند و مربوط به پادشاهان و وزیران و امیران است.

- ۴. حکایات مفصّل: این حکایات گاهی بالغ به ۱۰ صفحه می‌شوند که در احوال و اقوال و اعمال و سیرت قهرمانان بوده است؛ اما شیوهٔ کار مؤلف این نیست که با شرح‌های گویا و مفصّل و توصیفات دقیق داستان خود را بیاراید. از این دست حکایات می‌توان به حکایتی راجع به برمکیان یاد نمود که از بند ۳۴ فصل ۴۱ آغاز می‌شود. برخی از حکایات بلند:

1. بهرام گور و راست روشن
2. ملک عادل (انوشیروان)
3. امیر ترک و سیاست معتصم
4. دزدان کوچ و بلوچ
5. عَضُدُ الدّوله و قاضی ظالم
6. سلطان محمود و قاضی ظالم
7. آلب تکین و سبک تکین
8. سلطان محمودو لقب درخواستن او
9. فخرالدّوله
10. سلیمان بن عبدالملک و جعفر بن برمک

- ۵. شرح وقایع عصر مؤلف: در سراسر کتاب ۴ حکایت راجع به دوران نظام الملک وجود دارد و همه مربوط به سلطنت آلب ارسلان است.
- ۶. روایات تاریخی: مواردی که تحت این عنوان قرار می‌گیرد عبارتند از فصول ۴۴ الی ۴۷ که در آنها نظام الملک برای عبرت هم وطنان خود تاریخ بعضی از خوارج را بیان کرده است که در زمان گذشته در کشورهای مختلف بر دین و دولت خروج کرده‌اند. به عنوان مثال فصل ۴۴ حاکی از خروج مزدک است که بیشتر به افسانه می‌ماند و نمی‌توان آن را تاریخی شمرد.
- ۷. تفسیر: گاه در آخر بعضی از فصول یا حکایات سه چهار سطر مطلب اضافه شده است که تفسیری مختصر راجع به عبارات پیش است.

در رابطه با نثر کتاب اینگونه می‌توان نوشت که اگرچه همچون کتاب تاریخ بیهقی از کلمات عربی بهره‌ای زیادی نبرده ولی باز هم کلمات و ترکیبات عربی در این نوشته کم نیست همچنین آیات قرآن در این کتاب موجود است ولی باعث ایجاد تفرقه در معنی و دور شدن از معنای اصلی نمی‌شود.

## نگاهی بر «فصول سیاست نامه»
«نیمه اول»
فصل ۱: اندر احوال گردش روزگار و مدح خداوند
فصل ۲: اندر شناختن قدر نعمت
فصل ۳: اندر مظالم نشستن پادشاه و عدل و سیرت نیکو
فصل ۴: اندر عمال و پرسیدن پیوسته از احوال وزیران و غلامان
فصل ۵: اندر مقطّعان تا با رعایا چون می‌روند
فصل ۶: اندر قاضیان و خطیبان و محتسب و رونق کار ایشان
فصل ۷: اندر پرسیدن از حال عامل و قاضی و شحنه و رئیس و شرط سیاست
فصل ۸: اندر پژوهش کردن و بررسیدن (بررسی کردن) کار دین و شریعت
فصل ۹: اندر مشرفان و کفاف ایشان
فصل ۱۰: اندر صاحب خبران و منهیان و تدبیر کارهای مملکت داری
فصل ۱۱: اندر تعظیم داشتن فرمان‌های عالی
فصل ۱۲: اندر غلام فرستادن از درگاه در مهمات
فصل ۱۳: اندر جاسوس فرستادن و تدبیر کردن مملکت و رعیت
فصل ۱۴: اندر پیکان فرستادن و برندگان بر مداومت
فصل ۱۵: اندر احتیاط کردن پروانه‌ها در مستی و هشیاری
فصل ۱۶: اندر وکیل خاص و رونق کار او
فصل ۱۷: اندر ندیمان و نزدیکان پادشاه و ترتیب کار ایشان
فصل ۱۸: اندر مشاورت کردن پادشاه با دانایان و پیران
فصل ۱۹: اندر مفردان و برگ و ساز و ترتیب کار ایشان
فصل ۲۰: اندر ساختن سلاح‌های مرصع و ترتیب آن
فصل ۲۱: اندر معنی احوال رسولان و ترتیب کار ایشان
فصل ۲۲: اندر ساخته داشتن علف در منزل‌ها
فصل ۲۳: اندر روشن داشتن اموال از جمله لشکر
فصل ۲۴: اندر لشکر داشتن از هر جنس
فصل ۲۵: اندر نواستدن و مقیم داشتن بر درگاه
فصل ۲۶: اندر داشتن ترکمانان در خدمت بر مثال غلامان
فصل ۲۷: اندر زحمت ناکردن بندگان در وقت خدمت
فصل ۲۸: اندر ترتیب بار دادن خاص و عام
فصل ۲۹: اندر ترتیب مجلس شراب و شرایط آن
فصل ۳۰: اندر ترتیب ایستادن بندگان و چاکران به وقت خدمت
فصل ۳۱: اندر ساختن تجمّل و سلاح و آلت جنگ و سفر
فصل ۳۲: اندر حاجت‌ها و التماس‌های لشکر و خَدَم و حَشَم
فصل ۳۳: اندر عتاب کردن با بر کشیدگان هنگام خطا و گناه
فصل ۳۴: اندر کار پاسبانان و نوبتیان و دربانان
فصل ۳۵: اندر نهادن خان نیکو و ترتیب آن پادشاه را
فصل ۳۶: اندر حق گزاردن خدمت کاران و بندگان شایسته
فصل ۳۷: اندر احتیاط کردن در اقطاع مقطعان و احوال رعیت
فصل ۳۸: اندر شتاب ناکردن در کارها مرّ پادشاهان را
فصل ۳۹: اندر امیر حرس و چوب داران و اسباب سیاست
«نیمه دوم»
فصل ۴۰: اندر بخشودن پادشاه بر خلق و هر کاری بر قاعدهٔ خویش
فصل ۴۱: اندر آن که دو عمل یک مرد را نافرمودن و بیکاران را عمل فرمودن …
فصل ۴۲: اندر معنی اهل ستر و نگاه داشتن مرتبت زیر دستان
فصل ۴۳: اندر باز نمودن احوال بد مذهبان که دشمن ملک و اسلام اند
فصل ۴۴: اندر خروج مزدک و مذهب او و چگونگی کشته شدن او به دست نوشیروان عادل
فصل ۴۵: اندر خروج سندباد گبر و پدید آمدن خرّم دینان
فصل ۴۶: اندر بیرون آمدن قرمطیان و باطنیان در کوهستان …
فصل ۴۷: اندر خروج خرّم دینان به اصفهان و آذربایگان
فصل ۴۸: اندر خزانه داشتن و نگاه داشتن قاعده و ترتیب آن
فصل ۴۹: اندر جواب دادن و گزاردن شغل متظلمان و انصاف دادن
فصل ۵۰: اندر نگاه داشتن حساب مال ولایت‌ها و نسق آنها

## فصل سی و یکم: اندر ساختن تجمّل و سلاح و آلت جنگ و سفر
معروفان را که جامگی گران دارند بباید گفت تا تجمل و سلاح و آلت جنگ سازند و غلام خرند که جمال و نیکویی و شکوه ایشان اندر این بود نه اندر تجمّل و آلت و زینت خانه و هر که را از این معنی بیشتر بود به نزدیک پادشاه پسندیده تر باشد و در میان همالان و لشکر با شکوه تر و آراسته تر بود.

## فصل سی و دوم: اندر حاجت‌ها و التماس‌های لشکر و خدم و حشم
هر حاجتی که لشکر را بود باید که بر زبان سرخیلان و مقدمان باشد تا اگر نیکویی فرموده شود بر دست ایشان باشد. بدان سبب ایشان را حرمتی حاصل شود که چون مراد خویش خود گویند به واسطه ای حاجت نیفتد و سرخیل را حرمتی نماند؛ و اگر کسی از خیل بر مقدم خویش دراز زبانی کند یا حرمت او نگاه ندارد و از حد خویش بگذرد او را مالش باید داد تا مهتران از کهتران دیدار باشند.

## فصل سی و چهارم: اندر کار پاسبانان و نوبتیان و دربانان
در کار پاسبانان و نوبتیان و دربانان خاص احتیاطی تمام باید کرد و کسانی که این قوم را تیمار دارند باید که همه را بشناسند و از احوال ایشان پنهان و آشکارا پرسند که ایشان بیشتر ضعیف حال و طامع باشند و به زر و زود فریفته شود؛ و چون بیگانه ای در میان ایشان ببینند از حال او پرسند و هر شب که به نوبت آیند همه را به چشم بازگذارند و از این مهم به شب و روز غافل نباشند که شغلی نازک است.

## بررسی عنوان کتاب
شارل شفر چاپ خود را «سیاست نامه» نامید اما این کتاب به نام «سیرالملوک» در نوشته‌های فارسی معروف و مذکور است؛ و با توجه به منابع قدیم مانند تاریخ طبرستان و نصیحت الملوک تألیف غزالی این عنوان مسلم است. نظام الملک خود در متن اشاره ای به نام کتاب نکرده است مگر در صفحهٔ ۲۳۷ که عبارت «در این کتاب سیر» دیده می‌شود. تنها شاهد برای عنوانی که شامل کلمهٔ سیاست باشد عبارتی است در پایان کتاب که به این نحو زیر نوشته شده:
«این است کتاب سیاست»

## برای مطالعهٔ بیشتر
- الکسی ا. خیسماتولین؛ رحیم‌پور، مهدی (بهمن ۱۳۹۱). «جعل کتاب در قرون میانه سیر الملوک (سیاست‌نامه) اثر نظام الملک». کتاب ماه ادبیات (۱۸۴): ۴–۱۷.